# Gnaphosa ketmer
Espèce
Gnaphosa ketmer est une espèce d'araignées aranéomorphes de la famille des Gnaphosidae.

## Distribution
Cette espèce est endémique du Kazakhstan. Elle se rencontre dans les monts Ketmer dans l'oblys d'Almaty.

## Description
La femelle holotype mesure 9,30 mm.

## Étymologie
Son nom d'espèce lui a été donné en référence au lieu de sa découverte, les monts Ketmer

## Publication originale
- Tuneva, 2005 : A contribution on the gnaphosid spider fauna (Araneae: Gnaphosidae) of east Kazakhstan. European Arachnology 2003 (Proceedings of the 21st European Colloquium of Arachnology, St.-Petersburg, 4-9 August 2003). Arthropoda Selecta, Special Issue, vol. 1, p. 319-332 (texte intégral) (en).